# Crambus oslarellus
Crambus oslarellus là một loài bướm đêm trong họ Crambidae.